# Ceratitis morstatti
Ceratitis morstatti är en tvåvingeart som beskrevs av Mario Bezzi 1912. Ceratitis morstatti ingår i släktet Ceratitis och familjen borrflugor. Inga underarter finns listade i Catalogue of Life.